# جيف سيلرز
جيف سيلرز (بالإنجليزية: Jeff Sellers) هو لاعب كرة قاعدة أمريكي، ولد في 11 مايو 1964 في كومبتون في الولايات المتحدة.

## وصلات خارجية
- جيف سيلرز على موقع دوري كرة القاعدة الرئيسي (الإنجليزية)
- جيف سيلرز على موقعبيزبول رفرنس.كوم (الدوري الرئيسي) (الإنجليزية)
- جيف سيلرز على موقعبيزبول رفرنس.كوم (الدوري الثانوي) (الإنجليزية)
- جيف سيلرز على موقع جمعية أبحاث البيسبول الأمريكية (الإنجليزية)
- جيف سيلرز على موقع إي إس بي إن.كوم (أم.أل.بي) (الإنجليزية)
- جيف سيلرز على موقع مشجعي الرسوم البيانية (الإنجليزية)